# Списак барских надбискупа
Списак барских надбискупа обухвата попис поглавара (надбискупа) римокатоличке Барске надбискупије, са сједиштем у граду Бару, у данашњој Црној Гори.

## XI вијек
- Петар (1064—1094)

## XII вијек
- Сергеј (око 1110)
- Илија (око 1124 — 1140) За сада нема ближих података о овом барском надбискупу
- Гргур Гризогоно (1172—1196)

## XIII вијек
- Иван I (1199)
- Иван II (1248—1252)
- Гуфрид (априла 1253—1254) За сада нема ближих података о овом барском надбискупу.
- Ловро (1255—1270)
- Гашпар Адам (1270—1280)
- Михаило (1282—1298)
- Руђер (1298—1301)

## XIV вијек
- Марин Петров Жаретић (1301—1306)
- Андрија (1307—1324)
- Гијом Адам (1324—1341)
- Иван III (1341—1347)
- Доминик (1349—1360)
- Стефан (1361—1363) За сада нема ближих података о овом барском надбискупу.
- Иван IV (1363—1373)
- Иван V (1373—1382)
- Антун (1383—1390) За сада нема ближих података о овом барском надбискупу.
- Рајмунд (1391—1395)
- Лудовик Бонито (1395)

## XV вијек
- Марин II (1396—1420)
- Иван VI (1420—1422)
- Петар II (1423—1448)
- Андрија II (1448—1459)
- Ловро II (1459—1460)
- Марко (1460—1461)
- Шимун Восић (1462—1473)
- Стефан II Теглатије (1473—1485)
- Филип Гајо (1485—1509)

## XVI вијек
- Јероним (1509—1517)
- Ловро III (1517—1525)
- Иван VII (1525?—1528?)
- Лудовик II (1528—1551)
- Иван VIII (1551—1571)
- Теодор (1575)
- Амброзије Капић (1579—1598)

## XVII вијек
- Тома Урсини (1598—1607)
- Марин III Бици (1608—1624)
- Петар III (1624—1634)
- Ђорђе Бланцо (1635—1644)
- Франо I (1644—1646)
- Јосип Буоналдо (1646—1653)
- Марко II (1654—1656)
- Петар Богдани, администратор (1656-1671)
- Андрија III (1671—1694)
- Марко III Јорга (1696—1700)

## XVIII вијек
- Вицко Змајевић (1701—1713)
- Егидио Квинћо (1719—1722 ?)
- Матија (Штукановић) (1722—1744)
- Марко IV (1745—1749)
- Лазар Владањи (1749—1786)
- Ђерђа II Јунки (1786—1787)
- Ђерђа III (1787—1790)

## XIX вијек
- Франо II (1791—1822)
- Вићенцо II (1824—1839)
- Карло Потен (1855—1886)
- Шимун Милиновић (1886—1910)

## XX вијек
- Никола Добречић (1912—1955)
- Александар Токић (1955—1979)
- Петар Перколић (1979—1997)
- Зеф Гаши (1998—2016)

## XXI вијек
- Рок Ђонлешај (2016— )[2]